# Handelsgesetzbuch (Lettland)
Das Lettische Handelsgesetzbuch (lettisch Komerclikums – „Das Handelsgesetz der Republik Lettland“) ist ein im Jahr 2000 verabschiedetes lettisches Gesetz im Gebiet des Handelsrechts. Es ist ein kodifizierter Rechtsakt, ein Handelsgesetzbuch, gültig seit 2002. Das Handelsgesetzbuch definiert die Begriffe des Unternehmers (lett. komersants, des „Händlers“), der kommerziellen Tätigkeit (lett. komercdarbība – „kommerzielle Aktivität(en)“), des Handelsregisters (lett. komercreģistrs), andere handelsrechtliche Begriffe, Konzepte, die Bedingungen und Einschränkungen der unternehmerischen Tätigkeit.
Das lettische Handelsgesetzbuch gilt zusammen mit anderen Rechtsvorschriften in Lettland als eine der wichtigsten juristischen Maßnahmen, die die Grundlagen für die moderne nationale Wirtschaft bilden. Außerdem erhoffte man mit ihm zur Transparenz der Geschäftsprozesse und zur Vorhersehbarkeit der Wirtschaftsverhältnisse beizutragen, so dass die Stabilität der wirtschaftlichen Entwicklung gewährt werden könnte. Für die Erleichterung der Anwendung des Handelsgesetzbuchs wurde ein Kommentar des Gesetzes verfasst von Aigars Strupiss, einem Dozenten der Fakultät für Rechtswissenschaften der Universität Lettlands.

## Struktur
- Teil A – Allgemeine Vorschriften über die kommerziellen Aktivitäten
- Teil B – Die Unternehmer
- Teil C – Reorganisation der kommerziellen Unternehmen.
- Teil D – Handelsgeschäfte